# الكسندر بيترنكو
الكسندر بيترنكو (بالروسية: Петренко, Александр Анатольевич)‏ (4 فبراير 1976 بألماتي في كازاخستان - 21 يوليو 2006 بسامارا في روسيا) هو لاعب كرة سلة روسي في مركز هجوم قوي الجسم. لعب مع نادي يونيكس قازان لكرة السلة.

## وصلات خارجية
- الكسندر بيترنكو على موقع الاتحاد الدولي لكرة السلة (الإنجليزية)
- الكسندر بيترنكو على موقع الدوري الأوروبي لكرة السلة (الإنجليزية)
- الكسندر بيترنكو على موقع كرة السلة الأوروبية.كوم (الإنجليزية)
- الكسندر بيترنكو على موقع DraftExpress.com (الإنجليزية)
- الكسندر بيترنكو على موقع ريلجم (الإنجليزية)
- الكسندر بيترنكو على موقع بروبوليرز (الإنجليزية)
- الكسندر بيترنكو على موقع سبورتس رفرنس (الإنجليزية)